# Spisak EC brojeva (EC 5)
Ovaj spisak sadrži EC brojeve pete grupe, EC 5, izomeraze, uređene u numeričkom redosledu po preporuci odbora za nomenklaturu Međunarodne unije za biohemiju i molekularnu biologiju.

### EC 5.1.1: Deluju naaminokiselinei derivate
- EC 5.1.1.1: alanin racemaza
- EC 5.1.1.2: metionin racemaza
- EC 5.1.1.3: glutamat racemaza
- EC 5.1.1.4: prolin racemaza
- EC 5.1.1.5: lizin racemaza
- EC 5.1.1.6: treonin racemaza
- EC 5.1.1.7: diaminopimelat epimeraza
- EC 5.1.1.8: 4-hidroksiprolin epimeraza
- EC 5.1.1.9: arginin racemaza
- EC 5.1.1.10: aminokiselinska racemaza
- EC 5.1.1.11: fenilalanin racemaza (ATP-hidrolizujuća)
- EC 5.1.1.12: ornitin racemaza
- EC 5.1.1.13: aspartat racemaza
- EC 5.1.1.14: nokardicin-A epimeraza
- EC 5.1.1.15: 2-aminoheksano-6-laktam racemaza
- EC 5.1.1.16: protein-serin epimeraza
- EC 5.1.1.17: izopenicilin-N epimeraza
- EC 5.1.1.18: serin racemaza

### EC 5.1.2: Deluju nahidroksine kiselinei derivate
- EC 5.1.2.1: laktat racemaza
- EC 5.1.2.2: mandelat racemaza
- EC 5.1.2.3: 3-hidroksibutiril-KoA epimeraza
- EC 5.1.2.4: acetoin racemaza
- EC 5.1.2.5: tartrat epimeraza
- EC 5.1.2.6: izocitrat epimeraza

### EC 5.1.3: Deluju naugljene hidratei derivate
- EC 5.1.3.1: ribuloza-fosfat 3-epimeraza
- EC 5.1.3.2: UDP-glukoza 4-epimeraza
- EC 5.1.3.3: aldoza 1-epimeraza
- EC 5.1.3.4: L-ribuloza-5-fosfat 4-epimeraza
- EC 5.1.3.5: UDP-arabinoza 4-epimeraza
- EC 5.1.3.6: UDP-glukuronat 4-epimeraza
- EC 5.1.3.7: UDP-N-acetilglukozamin 4-epimeraza
- EC 5.1.3.8: N-acilglukozamin 2-epimeraza
- EC 5.1.3.9: N-acilglukozamin-6-fosfat 2-epimeraza
- EC 5.1.3.10: CDP-paratoza 2-epimeraza
- EC 5.1.3.11: celobioza epimeraza
- EC 5.1.3.12: UDP-glukuronat 5'-epimeraza
- EC 5.1.3.13: dTDP-4-dehidroramnoza 3,5-epimeraza
- EC 5.1.3.14: UDP-N-acetilglukozamin 2-epimeraza
- EC 5.1.3.15: glukoza-6-fosfat 1-epimeraza
- EC 5.1.3.16: UDP-glukozamin 4-epimeraza
- EC 5.1.3.17: heparozan-N-sulfat-glukuronatna 5-epimeraza
- EC 5.1.3.18: GDP-manoza 3,5-epimeraza
- EC 5.1.3.19: hondroitin-glukuronat 5-epimeraza
- EC 5.1.3.20: ADP-gliceromano-heptoza 6-epimeraza
- EC 5.1.3.21: maltoza epimeraza
- EC 5.1.3.22: L-ribuloza-5-fosfat 3-epimeraza
- EC 5.1.3.23: UDP-2,3-diacetamido-2,3-dideoksiglukuronska kiselina 2-epimeraza
- EC 5.1.3.24: N-acetilneuraminatna epimeraza
- EC 5.1.3.25: dTDP-L-ramnozna 4-epimeraza

### EC 5.1.99: Deluju na druga jedinjenja
- EC 5.1.99.1: metilmalonil-KoA epimeraza
- EC 5.1.99.2: 16-hidroksisteroid epimeraza
- EC 5.1.99.3: alantoin racemaza
- EC 5.1.99.4: a-metilacil-KoA racemaza
- EC 5.1.99.5: hidantoin racemaza
- EC 5.1.99.6: NAD(P)H-hidratna epimeraza

## EC 5.2: cis-trans-izomeraze
- EC 5.2.1.1: maleat izomeraza
- EC 5.2.1.2: maleilacetoacetat izomeraza
- EC 5.2.1.3: retinal izomeraza
- EC 5.2.1.4: maleilpiruvat izomeraza
- EC 5.2.1.5: linoleat izomeraza
- EC 5.2.1.6: furilfuramid izomeraza
- EC 5.2.1.7: retinol izomeraza
- EC 5.2.1.8: peptidilprolil izomeraza
- EC 5.2.1.9: farnezol 2-izomeraza
- EC 5.2.1.10: 2-hloro-4-karboksimetilenebut-2-en-1,4-olid izomeraza
- EC 5.2.1.11: obrisano
- EC 5.2.1.12: zeta-karotenska izomeraza
- EC 5.2.1.13: prolikopenska izomeraza
- EC 5.2.1.14: beta-karotenska izomeraza

## EC 5.3: Intramolekularne oksidoreduktaze

### EC 5.3.1: Interkonvertujuće aldoze i ketoze
- EC 5.3.1.1: trioza-fosfat izomeraza
- EC 5.3.1.2: obrisano
- EC 5.3.1.3: arabinoza izomeraza
- EC 5.3.1.4: L-arabinoza izomeraza
- EC 5.3.1.5: ksiloza izomeraza
- EC 5.3.1.6: riboza-5-fosfat izomeraza
- EC 5.3.1.7: manoza izomeraza
- EC 5.3.1.8: manoza-6-fosfat izomeraza
- EC 5.3.1.9: glukoza 6-fosfat izomeraza
- EC 5.3.1.10: sad EC 3.5.99.6
- EC 5.3.1.11: obrisano
- EC 5.3.1.12: glukuronat izomeraza
- EC 5.3.1.13: arabinoza-5-fosfat izomeraza
- EC 5.3.1.14: L-ramnoza izomeraza
- EC 5.3.1.15: D-liksoza ketol-izomeraza
- EC 5.3.1.16: 1-(5-fosforibozil)-5-((5-fosforibozilamino)metilideneamino)imidazol-4-karboksamid izomeraza
- EC 5.3.1.17: 4-deoksi-L-treo-5-heksosuloza-uronat ketol-izomeraza
- EC 5.3.1.18: obrisano
- EC 5.3.1.19: sad EC 2.6.1.16
- EC 5.3.1.20: riboza izomeraza
- EC 5.3.1.21: kortikosteroid bočni-lanac-izomeraza
- EC 5.3.1.22: hidroksipiruvat izomeraza
- EC 5.3.1.23: 5-metiltioriboza-1-fosfat izomeraza
- EC 5.3.1.24: fosforibozilantranilat izomeraza
- EC 5.3.1.25: L-fukoza izomeraza
- EC 5.3.1.26: galaktoza-6-fosfat izomeraza
- EC 5.3.1.27: 6-fosfo-3-heksuloizomeraza
- EC 5.3.1.28: D-sedoheptuloza 7-fosfat izomeraza

### EC 5.3.2: Interkonverzija keto- i enol-grupa
- EC 5.3.2.1: fenilpiruvat tautomeraza
- EC 5.3.2.2: oksaloacetat tautomeraza
- EC 5.3.2.3: TDP-4-okso-6-dezoksi-alfa-D-glukoza-3,4-oksoizomeraza (formira dTDP-3-dehidro-6-dezoksi-alfa-D-galaktopiranoza)
- EC 5.3.2.4: TDP-4-okso-6-dezoksi-alfa-D-glukoza-3,4-oksoizomeraza (formira dTDP-3-dehidro-6-dezoksi-alfa-D-glukopiranoza)
- EC 5.3.2.5: 2,3-Diketo-5-metiltiopentil-1-fosfatna enolaza
- EC 5.3.2.6: 2-Hidroksimukonatna tautomeraza

### EC 5.3.3: Transpozicija C=C veza
- EC 5.3.3.1: steroid D-izomeraza
- EC 5.3.3.2: izopentenil-difosfat D-izomeraza
- EC 5.3.3.3: vinilacetil-KoA D-izomeraza
- EC 5.3.3.4: mukonolakton D-izomeraza
- EC 5.3.3.5: holestenol D-izomeraza
- EC 5.3.3.6: metilitakonat D-izomeraza
- EC 5.3.3.7: akonitat D-izomeraza
- EC 5.3.3.8: dodecenoil-KoA D-izomeraza
- EC 5.3.3.9: prostaglandin-A1 D-izomeraza
- EC 5.3.3.10: 5-karboksimetil-2-hidroksimukonat D-izomeraza
- EC 5.3.3.11: izopiperitenon D-izomeraza
- EC 5.3.3.12: L-dopahrom izomeraza
- EC 5.3.3.13: polienoinska masna kiselina izomeraza
- EC 5.3.3.14: trans-2-decenoil-(acil-nosilac protein) izomeraza
- EC 5.3.3.15: askopiron tautomeraza
- EC 5.3.3.16: 4-oksalomesakonat tautomeraza
- EC 5.3.3.17: trans-2,3-dihidro-3-hidroksiantranilatna izomeraza
- EC 5.3.3.18: 2-(1,2-Epoksi-1,2-dihidrofenil)acetil-KoA izomeraza

### EC 5.3.4: Transpozicija S-S veza
- EC 5.3.4.1: protein disulfid-izomeraza

### EC 5.3.99: Druge intramolekularne oksidoreduktaze
- EC 5.3.99.1: obrisano
- EC 5.3.99.2: prostaglandin-D sintaza
- EC 5.3.99.3: prostaglandin-E sintaza
- EC 5.3.99.4: prostaglandin-I sintaza
- EC 5.3.99.5: tromboksan-A sintaza
- EC 5.3.99.6: alen-oksid ciklaza
- EC 5.3.99.7: stiren-oksid izomeraza
- EC 5.3.99.8: kapsantin/kapsorubin sintaza
- EC 5.3.99.9: neoksantin sintaza
- EC 5.3.99.10: tiazolna tautomeraza

## EC 5.4: Intramolekularne transferaze

### EC 5.4.1: Transfer acil grupa
- EC 5.4.1.1: lizolecitin acilmutaza
- EC 5.4.1.2: prekorin-8X metilmutaza

### EC 5.4.2: Fosfotransferaze (fosfomutaze)
- EC 5.4.2.1: fosfoglicerat mutaza
- EC 5.4.2.2: fosfoglukomutaza
- EC 5.4.2.3: fosfoacetilglukozamin mutaza
- EC 5.4.2.4: bisfosfoglicerat mutaza
- EC 5.4.2.5: fosfoglukomutaza (glukoza-kofaktor)
- EC 5.4.2.6: b-fosfoglukomutaza
- EC 5.4.2.7: fosfopentomutaza
- EC 5.4.2.8: fosfomanomutaza
- EC 5.4.2.9: fosfoenolpiruvat mutaza
- EC 5.4.2.10: fosfoglukozamin mutaza

### EC 5.4.3: Transfer amino grupa
- EC 5.4.3.1: obrisano
- EC 5.4.3.2: lizin 2,3-aminomutaza
- EC 5.4.3.3: b-lizin 5,6-aminomutaza
- EC 5.4.3.4: D-lizin 5,6-aminomutaza
- EC 5.4.3.5: D-ornitin 4,5-aminomutaza
- EC 5.4.3.6: tirozin 2,3-aminomutaza
- EC 5.4.3.7: leucin 2,3-aminomutaza
- EC 5.4.3.8: glutamat-1-semialdehid 2,1-aminomutaza
- EC 5.4.3.9: glutamatna 2,3-aminomutaza

### EC 5.4.4: Transfer hidroksi grupa
- EC 5.4.4.1: (hidroksiamino)benzen mutaza
- EC 5.4.4.2: izohorizmat sintaza
- EC 5.4.4.3: 3-(hidroksiamino)fenol mutaza
- EC 5.4.4.4: geraniolna izomeraza
- EC 5.4.4.5: 9,12-Oktadekadienoat 8-hidroperoksidna 8R-izomeraza
- EC 5.4.4.6: 9,12-Oktadekadienoat 8-hidroperoksidna 8S-izomeraza

### EC 5.4.99: Transfer drugih groupa
- EC 5.4.99.1: metilaspartat mutaza
- EC 5.4.99.2: metilmalonil-KoA mutaza
- EC 5.4.99.3: 2-acetolaktat mutaza
- EC 5.4.99.4: 2-metileneglutarat mutaza
- EC 5.4.99.5: horizmatna mutaza
- EC 5.4.99.6: sad EC 5.4.4.2
- EC 5.4.99.7: lanosterol sintaza
- EC 5.4.99.8: cikloartenol sintaza
- EC 5.4.99.9: UDP-galaktopiranoza mutaza
- EC 5.4.99.10: obrisano, uključeno u EC 5.4.99.11
- EC 5.4.99.11: izomaltuloza sintaza
- EC 5.4.99.12: tRNK-pseudouridinska sintaza I
- EC 5.4.99.13: izobutiril-KoA mutaza
- EC 5.4.99.14: 4-karboksimetil-4-metilbutenolid mutaza
- EC 5.4.99.15: (1→4)-a-D-glukan 1-a-D-glukozilmutaza
- EC 5.4.99.16: maltoza a-D-glukoziltransferaza
- EC 5.4.99.17: skvalen—hopen ciklaza
- EC 5.4.99.18: 5-(Karboksiamino)imidazolna ribonukleotid mutaza
- EC 5.4.99.19: 16S rRNK pseudouridinska516 sintaza
- EC 5.4.99.20: 23S rRNK pseudouridinska2457 sintaza
- EC 5.4.99.21: 23S rRNK pseudouridinska2604 sintaza
- EC 5.4.99.22: 23S rRNK pseudouridinska2605 sintaza
- EC 5.4.99.23: 23S rRNK pseudouridinska1911/1915/1917 sintaza
- EC 5.4.99.24: 23S rRNK pseudouridinska955/2504/2580 sintaza
- EC 5.4.99.25: tRNK pseudouridinska55 sintaza
- EC 5.4.99.26: tRNK pseudouridinska65 sintaza
- EC 5.4.99.27: tRNK pseudouridinska13 sintaza
- EC 5.4.99.28: tRNK pseudouridinska32 sintaza
- EC 5.4.99.29: 23S rRNK pseudouridinska746 sintaza
- EC 5.4.99.30: UDP-arabinopiranozna mutaza
- EC 5.4.99.31: talianolna sintaza
- EC 5.4.99.32: protostadienolna sintaza
- EC 5.4.99.33: kukurbitadienolna sintaza
- EC 5.4.99.34: germanikolna sintaza
- EC 5.4.99.35: tarakserolna sintaza
- EC 5.4.99.36: izomultiflorenolna sintaza
- EC 5.4.99.37: damaradienska sintaza
- EC 5.4.99.38: kameliolna C sintaza
- EC 5.4.99.39: beta-amirinska sintaza
- EC 5.4.99.40: alfa-amirinska sintaza
- EC 5.4.99.41: lupeolna sintaza
- EC 5.4.99.42: tRNK pseudouridinska31 sintaza
- EC 5.4.99.43: 21S rRNK pseudouridinska2819 sintaza
- EC 5.4.99.44: mitohondrijska tRNK pseudouridinska27/28 sintaza
- EC 5.4.99.45: tRNK pseudouridinska38/39 sintaza
- EC 5.4.99.46: šiononska sintaza
- EC 5.4.99.47: parkeolna sintaza
- EC 5.4.99.48: ahileolna B sintaza
- EC 5.4.99.49: glutinolna sintaza
- EC 5.4.99.50: friedelinska sintaza
- EC 5.4.99.51: baccharis oksidna sintaza
- EC 5.4.99.52: alfa-seko-amirinska sintaza
- EC 5.4.99.53: marneralna sintaza
- EC 5.4.99.54: beta-seko-amirinska sintaza
- EC 5.4.99.55: delta-amirinska sintaza
- EC 5.4.99.56: tirukaladienolna sintaza
- EC 5.4.99.57: baruolna sintaza
- EC 5.4.99.58: metilornitinska sintaza

## EC 5.5: Intramolekularne lijaze
- EC 5.5.1.1: mukonat cikloizomeraza
- EC 5.5.1.2: 3-karboksi-cis,cis-mukonat cikloizomeraza
- EC 5.5.1.3: tetrahidroksipteridin cikloizomeraza
- EC 5.5.1.4: inozitol-3-fosfat sintaza
- EC 5.5.1.5: karboksi-cis,cis-mukonat ciklaza
- EC 5.5.1.6: halkon izomeraza
- EC 5.5.1.7: hloromukonat cikloizomeraza
- EC 5.5.1.8: bornil difosfat sintaza
- EC 5.5.1.9: cikloeukalenol cikloizomeraza
- EC 5.5.1.10: a-pinen-oksid deciklaza
- EC 5.5.1.11: dihloromukonat cikloizomeraza
- EC 5.5.1.12: kopalil difosfat sintaza
- EC 5.5.1.13: ent-kopalil difosfat sintaza
- EC 5.5.1.14: sin-kopalil-difosfatna sintaza
- EC 5.5.1.15: terpentedienil-difosfatna sintaza
- EC 5.5.1.16: halimadienil-difosfatna sintaza
- EC 5.5.1.17: (S)-beta-makrokarpenska sintaza
- EC 5.5.1.18: likopenska epsilon-ciklaza
- EC 5.5.1.19: likopenska beta-ciklaza
- EC 5.5.1.20: prosolanapiron-III cikloizomeraza

## EC 5.99: Druge izomeraze
- EC 5.99.1.1: tiocijanat izomeraza
- EC 5.99.1.2: DNK topoizomeraza
- EC 5.99.1.3: DNK topoizomeraza (ATP-hidrolizujuća)
- EC 5.99.1.3: DNK topoizomeraza (ATP-hidrolizujuća)
- EC 5.99.1.4: 2-Hidroksihromen-2-karboksilatna izomeraza

## Literatura
- Nicholas C. Price; Lewis Stevens (1999). Fundamentals of Enzymology: The Cell and Molecular Biology of Catalytic Proteins (Third изд.). USA: Oxford University Press. ISBN 019850229X.
- Eric J. Toone (2006). Advances in Enzymology and Related Areas of Molecular Biology, Protein Evolution (Volume 75 изд.). Wiley-Interscience. ISBN 0471205036.
- Branden C; Tooze J. Introduction to Protein Structure. New York, NY: Garland Publishing. ISBN 0-8153-2305-0.
- Irwin H. Segel. Enzyme Kinetics: Behavior and Analysis of Rapid Equilibrium and Steady-State Enzyme Systems (Book 44 изд.). Wiley Classics Library. ISBN 0471303097.